# Jefferson Valley
Jefferson Valley es un lugar designado por el censo ubicado en el condado de Westchester en el estado estadounidense de Nueva York. En el año 2000 tenía una población de 14,891 habitantes y una densidad poblacional de 831.7 personas por km². Jefferson Valley se encuentra ubicado dentro del pueblo de Yorktown.

## Geografía
Jefferson Valley se encuentra ubicado en las coordenadas 41°19′1″N 73°48′6″O / 41.31694, -73.80167. Según la Oficina del Censo, la ciudad tiene un área total de 18,1 km² (7 mi²), de la cual 17,9 km² (6,9 mi²) es tierra y 0,2 km² (0,1 mi²) (1.14%) es agua.

## Demografía
Según la Oficina del Censo en 2000 los ingresos medios por hogar en la localidad eran de $82,379, y los ingresos medios por familia eran $96,089. Los hombres tenían unos ingresos medios de $65,585 frente a los $46,373 para las mujeres. La renta per cápita para la localidad era de $34,347. Alrededor del 2.5% de la población estaban por debajo del umbral de pobreza.